# 蜷川虎三
蜷川 虎三（にながわ とらぞう、1897年2月24日 - 1981年2月27日）は、日本の政治家、経済学者、統計学者。初代中小企業庁長官。元京都府知事（1950年 - 1978年）。

## 経歴

### 学生時代 - 京都大学教官時代
東京府東京市深川区深川入船町（現在の東京都江東区木場一丁目）の材木商の家に生まれた。旧制東京府立第三中学（現：東京都立両国高等学校・附属中学校、同学年に正木ひろし(弁護士)がおり、英語教諭だった北昤吉(北一輝の弟)の授業を受ける）、農商務省水産講習所（現：東京海洋大学）卒業後、京都帝国大学経済学部に入学、1923年に卒業。1927年、同助教授となる。当初はマルクス経済学者の河上肇に私淑し、漁業水産経済学を研究していたが、ドイツに留学後、『統計利用に於ける基本問題』で経済学博士号を取得するも教授に昇格するのはずっと遅く1942年（昭和17年）だった。1945年（昭和20年）に経済学部長となるも翌年、戦争責任を自認し辞職する。

### 政治家への転身、京都府知事へ
その後、1948年（昭和23年）に中小企業庁の初代長官となったものの、吉田茂首相と中小企業政策をめぐって対立し1950年（昭和25年）に辞任。同年、日本社会党公認・全京都民主戦線統一会議（民統）推薦で京都府知事選挙に立候補し当選、以後7期28年間知事を務める。なお、同年には参議院議員選挙と京都市長選も行われ、それぞれ民統が推した大山郁夫・高山義三が当選する。しかし高山市長はその後保守系に軸足を置き始め、高山が市長を退き国立京都国際会館館長になった後でも確執が続いた。

### 府政

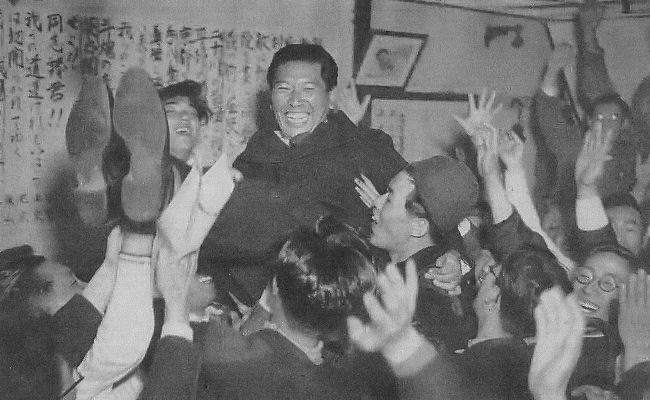
公職に当選した蜷川

蜷川府政では、退任時まで「憲法を暮らしの中に生かそう」の垂れ幕を京都府庁に掲げた。憲法記念日には日本国憲法前文を記した屏風を背に訓示するなど、地方自治の現場でも一貫して護憲の立場を実践し続けた。以下の施策にも反映された。
教育行政では、戦後直後の学制改革での「高校三原則」の政策を原則堅持し、高校の小学校区・総合選抜入試を打ち出した。これにより、受験戦争を緩和し、中学卒業者に広く中等教育への門戸を開いた。こうした教育政策によって高校進学率は上昇し、京都大学へ合格者を輩出する高校数も増加したが、一方で府立洛北高校など、古参の名門高（この当時は、まだ進学校との概念が存在しなかった）の進学実績は悪化する弊害が出た。それどころか、この方針の影響で、蜷川退任からも7年間、京都府では47都道府県で唯一、府立による進学校が1校も存在しない事態となった。これとは別に、学校教職員の勤務評定の実施も「政府権力からの府教育への干渉」だとして断固拒否した。
福祉行政に関しても全国で初めて「65歳以上のお年寄り医療費助成制度」を設立するなどの手厚い予算をつけた。公害対策でもかなり厳しい基準を設けた。これらは、国を上回る基準を定めることで、国の福祉政策や環境政策をリードするという戦略だった。また、現業公務員を大量に採用し、組合を保護した。
産業振興策は、蜷川自身が中小企業庁初代長官として中小企業政策に携わっていたため、国の政策を先進的に取り入れた。また、京都府独自でも産業振興計画を策定。その中で「政・官・学・財」が一体となってバックアップし企業が京都に根付くような体制を進め、府の融資条件の緩和、1966年に全国初の無担保・無保証人の小企業特別融資制度を創設（税金完納等非常に条件が厳しく利用率は低かったが、後に他の自治体ひいては国レベルに同様の制度が採用された）、工業団地設立などを行った。金融政策では府の資金管理を地元銀行（京都銀行）に任せ、公共事業の資金も地元銀行から借り受けるなど、地元金融機関の育成を図った。繊維産業をはじめとする地場産業の保護・活性化にも力を注いだ。また、「民力培養」をキーワードに生活や産業のための道路はどんどん建設するとの方針が出され、地元建設業者に工事の仕事が割り振られた。また、国の大型開発行政と住民の反対運動が対立した際には、度々住民側に理解を示した。
農業・漁業などに関しては、国が推し進める稲作減反に反対の姿勢を取り、独自の「京都食管」と呼ばれる価格保障制度や育成策を出す(いわゆる「あまり米(当時の食糧管理法体制による買入限度以外の米)」のうち50%は卸売販売業者(ブランド)で精米し、50%は小売販売業者で精米して販売。小売業者に出す分は自由販売でき、卸売販売業者に出す分は京都府指定の大型精米工場で精米し、日本穀物検定協会の検定により「京都米」ブランドの小袋詰10kg単位で販売。京都府は袋代など流通経費と販売促進マーケティング経費を負担する。)。そのことで第一次産業の人たちが安心して京都に住めるような環境も作った。観光客が京都の観光でお金を落としてくれるような施策も打ち、京都ブランドを全国に売り出していく。
このように、政策運営は総じて手堅く、産業振興に注力しつつも、大規模公共事業には消極的であった。この運営方針が当たったことと高度成長が重なったことで、税金が豊かに集まり、また、予算編成の際は歳出削減に重点が置かれたため、財政不振に苦しむことがほとんどなかった（1956年に山城大水害の影響で一度財政再建団体に転落したが、1962年に自力で立ち直った。その後は黒字の年が多かった）。
このため、次第に医師会や農業団体などの一部の団体からの支持も獲得する。そのため選挙では圧倒的な強さを誇った。
政治的には、蜷川は初め日本社会党員として立候補したものの、前尾繁三郎など保守派との関係も維持していた。そのため自民党は1958年（昭和33年）の知事選挙では蜷川を推薦したが、蜷川が左派の反対にあってその推薦状を返上したため、以後自民党は知事選で蜷川を推薦することはなかった。その代わりに蜷川は純政会や府政同友会などの郡部保守政治家に代表される知事与党を味方につけ、1963年（昭和38年）からは府議会で多数派を占めるようになった。
1960年代に入り、革新勢力が都市部を中心に支持を拡大した。これに対して自民党は、京都財界や地方マスコミ（京都新聞。近畿放送の放送免許交付などを条件に自民党に有利な記事を書かせた）を味方にし、のちには民社党や公明党とも連携するようになった。社会党や共産党などの議会与党のほか、府職員労働組合、府教職員組合、府医師会などは引き続き蜷川を支持し、保革対立の様相が色濃くなった。また1960年代後半から蜷川と政策的に協調することが多くなった共産党は、都市問題などのイシューにうまく対応したこともあって、1970年代に京都府議会で急速に勢力を拡大した。

### 批判
自民党や京都財界、地方マスコミが問題にした蜷川府政の政策はさまざまある。
例えば、交通・生活行政。蜷川府政の下、山間部や日本海側の開発は進んだのだが、都心部では住民の開発反対運動の意向を蜷川が気にしたため（蜷川の支持母体は都市部の住民団体が多かった）、あまり手をつけることができなかった。この影響で都市部の上下水道等のインフラ整備や道路の舗装が遅れたと自民党などは批判したが、この問題について蜷川陣営は京都市の道路行政については知事の権限が及んでいないと主張している。しかし自民党などのネガティブ・キャンペーンはかなり広範囲にわたって行われ、現在でも蜷川府政は道路行政に消極的だったと信じている者は多い。
また、教育問題や福祉などでも京都大学への府立高校からの進学率低下などが批判された（ただし府立高校の京都大学への進学率は府政転換後も低下の一途をたどっている）。なお、蜷川が導入した公立高校の総合選抜制度は、2013年の入試を最後に全廃されている。
それらの逆風が吹いても、蜷川は高い実務能力と膨大な公約実現で積み重ねてきた信頼を武器に、選挙では連勝を続けた。蜷川はこの勢いに乗って行財政改革を進め、府の機構を効率化した。また今までの企業誘致策や観光施策をより進めたことで、この時期、他自治体が非常に苦しんだオイルショックによる税収減も難なく乗り越えることができた。

### 知事引退から死去まで
磐石であるかに見えた蜷川府政であったが、1960年代後半になるとそれに陰りが見え始める。初当選以来、府議会で蜷川府政を支持して行政にも食い込んでいた社会党が、同和問題などで蜷川と京都府庁に無理難題な要求を度々するようになり、あまりの露骨さに呆れた蜷川は同じく府政を支持していた共産党に肩入れをするようになった。それにより、共産党は京都府全体で急速に勢力を拡大するが、反面社会党の勢力は弱まり、両者の対立は深まっていく。
7期目を目指した1974年（昭和49年）の知事選では自民・公明・民社に加えて社会党右派までが推した対立候補（前社会党参議院議員だった大橋和孝。大橋は蜷川の推薦を決めた党本部の方針に背いたとして後に除名処分となる）に大苦戦。わずか4千票の僅差でようやく当選したものの、この苦戦や自らの年齢（当時78歳）に限界を感じた蜷川は、1978年（昭和53年）に知事を引退。蜷川にとって最後の京都府本会議で、府議会議員であった野中広務は『横綱に子供が飛びかかる光景』、『議場が蜷川教授の教室』と例えた演説を行った。また、毎日新聞の社説も蜷川の引退に当たって「三十年近くにもわたって『住民の暮らしを守る』地方自治の精神を貫き通してきた」とのコメントを寄せている。その後の1978年京都知事選で、後継の杉村敏正候補が自民推薦の林田悠紀夫に敗れ、28年間にわたる革新府政は終了した。
その後は、悠々自適の余生を過ごし日本共産党の応援などをしていたが、1981年（昭和56年）2月に京都市左京区の自宅にて84歳で死去した。墓所は、智積院。

## 評価
自民党などからは「独裁・暗黒時代」「京都を極限まで遅らせた張本人」という批判がある。ただし、自民党などもその蜷川知事の出した予算に任期中ずっと賛成していたり、議会内では蜷川知事を褒め称える言動を数々していた事実や、保守支持層の大部分も「高速道路がなくても他と違う京都が良い」「赤くても白くても日々の仕事と生活を豊かにしてくれるトップであれば良い」という理由で蜷川支持に回っていた。
日本共産党は蜷川府政の知事与党であり、府政を好意的にとらえている。一方でその共産支持層の中にも「蜷川さんの教育政策は流石にやり過ぎで、少し迷惑だった」との声があった。なお、その後日本共産党は一度も革新府政を奪回できていない。
逝去時の日本社会党委員長で革新自治体として横浜市長だった飛鳥田一雄は、「地方民主主義の草分けのような人で、ぼくらも教えられることが多く本当に惜しい人を亡くした。蜷川さんの政治は京都の地域に合わせて大変革を避け、むしろ伝統を守るやり方で東京や横浜とはいく分違うものの革新の精神や原理は同じだった」と評した。
選挙応援したことのある俳優日色ともゑは、「亡くなる十数年前、われわれ新劇仲間は『ぜひ、京都に劇場をつくってください』とお願いしたところ、すぐに京都府立芸術会館を建ててくださり、大喜びしたことがあります。とても心が大きな方でした」と評した。
近時論文の中に「(マルクス主義とはほど遠く、)古典派経済学に近く統制が大嫌いで『動く経済でなく動かす経済』と当時の日本政府の資本蓄積推進策を批判した」と評するものがある。また、供給側経済(サプライサイド経済学)の立場であり、需要側経済学に立つ他のマルクス主義やケインズ主義と異なるとする。

## 人物
深川の生まれだが、本籍は芝区白金(現在の港区白金)であり、深川から白金の本家に誕生を知らせる者が白金にある清正公(覚林寺)の碑において加藤清正の「虎」退治にあやかり、「三」男であることから「虎三」と命名された。
京都府民からは「（蜷川の）トラさん」、「蜷川はん」という愛称で親しまれた。
前述の野中広務、京都財界のリーダー格であった京都商工会議所会頭塚本幸一（ワコール元社長、後に日本会議会長）など、政治的には鋭く対立する立場にありながらも、「魅力的な人物であった」という形で著書等で一定の評価をしている者も見られる。
立命館大学・関西大学の講師を務めたことがある。
1950年4月3日円山公園音楽堂で開催された京都府知事選挙の集会にて、「反共は戦争前夜の声」と発言したことがある。これは2023年に日本共産党委員長（当時）の志位和夫が「党首公選論」などを主張した松竹伸幸（ジャーナリスト）を党から除名した際に引用された。

## 著書

### 単著
- 『統計学研究 第1巻』 岩波書店 1931
- 『漁村問題と其対策』 立命館出版部 1932
- 『統計利用に於ける基本問題』 岩波書店 1932
- 『水産経済学 厚生閣』 1933（水産学全集 第11巻）
- 『漁村の更生と漁村の指導』 政経書院 1934
- 『統計学概論』 1934（岩波全書）
- 『漁村経済講話水産日本の話』 大日本水産会 1938
- 『女性と戦争生活』 船場書店 1943
- 『中小企業問題の解決』 時事通信社 1950
- 『樽みこし 対談集』 駸々堂出版 1972
- 『暮らしを守る政治』 徳間書房 1973
- 『洛陽に吼ゆ 回想録』 朝日新聞社 1979.3
- 『虎三の言いたい放題』「虎三の言いたい放題」刊行委員会 1981.6

### 共著
- 『憲法を暮らしのなかに 民衆に語りかける蜷川虎三』 杉村敏正、川口是編 汐文社 1970
- 『峠のむこうに春がある 教育論集』 京都教育センター編 民衆社 1973
- 『道はただ一つこの道を 自治体論集』 細野武男編 民衆社 1974
- 『統計利用における基本問題 現代語版』 蜷川統計学研究所編 産業統計研究社 1988.1

### 翻訳
- 経済統計綱要 デーヴィース 山海堂出版部 1925
- 経済循環期の統計学的研究 ヘンリー・エル・ムウア 大鐙閣 1928

記念論集
- 現代の経済と統計 / 蜷川虎三先生古稀記念論文集編集委員会 有斐閣 1968

## 伝記など
- 吉村康『蜷川虎三の生涯』蜷川虎三伝記編纂委員会編 三省堂 1982
- 西口克己『小説蜷川虎三』新日本出版社 1984　
  - 『西口克己小説集 第14巻（小説蜷川虎三）』新日本出版社　1988
- 影山昇『蜷川虎三の水産経済と中小企業振興 元京都府知事の青春』成山堂書店 1999